# Alpes japoneses
Los Alpes japoneses (日本アルプス Nihon Arupusu?) son una cadena montañosa en Japón que divide la isla de Honshu. Consiste en las montañas Hida (飛騨山脈), las montañas Kiso (木曽山脈) y las montañas Akaishi (赤石山脈). Esta cadena montañosa posee montañas que sobrepasan los 3000 m de altura.
El nombre le fue dado por el reverendo Walter Weston, cuya placa conmemorativa se encuentra en Kamikochi.
Los picos más altos después del monte Fuji están en esta cordillera, los más altos son el Hotaka-dake (3190 m) y el Kita-dake (3193 m).
El monte Ontake en la prefectura de Nagano es un lugar de peregrinación y un volcán activo, con erupciones en 1979, 1980 y la última el 27 de septiembre de 2014.
- Datos: Q645773
- Multimedia: Japanese Alps / Q645773